# 帝汶社会党

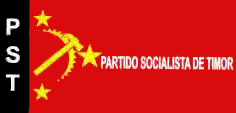
帝汶社会党旗帜

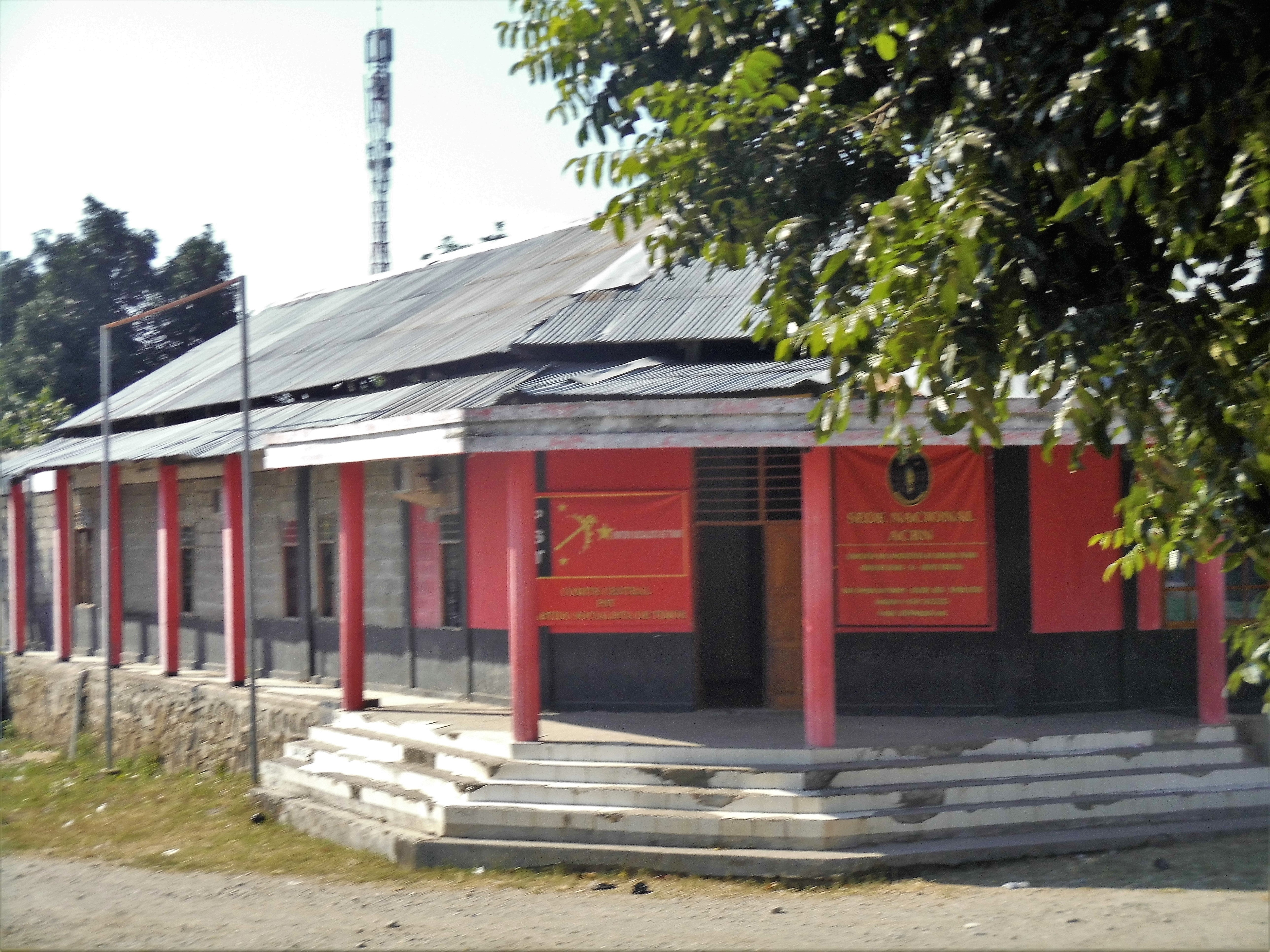
帝汶社会党总部

帝汶社会党（葡萄牙語：Partido Socialista de Timor，缩写为PST）是东帝汶的一个左翼政党。该党成立于1997年2月（但该党把1990年12月20日定为建党日），分裂自东帝汶独立革命阵线。该党的意识形态是共产主义、马克思列宁主义。该党的主席是阿韦利诺·科埃略·达·席尔瓦，副主席是多明戈斯·卡埃雷西。该党的总部位于帝力。